# ТЕС Джерада
34°18′34.6″ пн. ш. 2°11′26.9″ зх. д. / 34.309611° пн. ш. 2.190806° зх. д.
ТЕС Джерада — теплова електростанція на північному сході Марокко біля міста Джерада, за 90 км на південь від узбережжя Середземного моря.
Цю класичну конденсаційну електростанцію спорудила національна енергетична компанія Марокко Office National de l'Electricite (ONE). Тут у 1971—1972 роках ввели в експлуатацію три енергоблоки з паровими турбінами виробництва ЛМЗ (Ленінградський металічний завод) потужністю по 55 МВт. ТЕС розраховувалась на використання вугілля, що видобувається у місцевій копальні.
У 2014-му Експортно-імпортний банк Китаю надав займ у розмірі 350 млн доларів США на спорудження ще одного, потужнішого за всю першу чергу, вугільного енергоблоку. Підрядником робіт виступила китайська будівельна компанія Sepco III. Будівельні роботи стартували в кінці 2014-го, а у вересні 2017-го відбулась пробна синхронізація парової турбіни потужністю 350 МВт з генератором.